# Ablitas
Ablitas település Spanyolországban, Navarra autonóm közösségben. Ablitas Barillas, Cascante, Fontellas, Ribaforada, Tudela, Cortes, Mallén, Borja és Tarazona községekkel határos. Lakosainak száma 2669 fő (2024).

## Népesség
A település népessége az elmúlt években az alábbi módon változott:
| Lakosok száma | 2339 | 2417 | 2459 | 2599 | 2663 | 2549 | 2514 | 2481 | 2557 | 2669 |
|               | 2001 | 2004 | 2007 | 2009 | 2012 | 2014 | 2017 | 2019 | 2022 | 2024 |